# Maurice Ray
Pour les articles homonymes, voir Ray.
Maurice Ray (Les Riceys, 27 janvier 1863 - Chigny-les-Roses, 12 décembre 1938) est un peintre et illustrateur français. Il exposa plusieurs fois au Salon des indépendants.
Proche de Roger Martin du Gard, il inspira certains des personnages de ses romans. Et c’est lors d'un séjour chez lui que le romancier a écrit la nouvelle la Méprise.

## Biographie
Maurice Ray hérita par son épouse du manoir de l'église d'Yainville, proche de Rouen. Il en conserva une partie des terrains et acheta à Maurice Leblanc (auteur d'Arsène Lupin) un autre domaine proche dit La Broche. Il prit part à la vie locale puisqu'il fut conseiller municipal d'Yainville en 1900. En 1911, il vend son domaine de La Broche.

## Œuvres

### Peinture
- Prélude, présentée au Salon des Indépendants en 1910
- Portrait de Christine Martin du Gard, 1913
- Musique profane, avec Jean Coraboeuf[3]

### Illustration
- Roger Martin du Gard, Portrait en ombre chinoise, 1901
- Pierre Louÿs, Aphrodite. Moeurs antiques, 32 compositions en couleurs, Paris, L. Carteret, éditeur, 1931,  In-4, 266 p.
- Aquarelles pour illustrer des œuvres de Barbey d'Aurevilly en 1912[4]